# Санта-Мария-дельи-Анджели (Ассизи)
Бази́лика Са́нта-Мари́я-де́льи-А́нджели (итал. La basilica di Santa Maria degli Angeli — Базилика Святой Девы Марии Ангелов) — папская базилика (basilica papale), построенная в 1569—1679 годах у подножия холма южнее Ассизи по проекту архитектора Галеаццо Алесси с участием Джакомо Бароцци да Виньола. Внутри церкви находится небольшая капелла, в которой молился святой Франциск Ассизский под названием «Порциункола» (Porziuncola — «Маленькая порция камня», согласно легенде — частица гробницы Девы Марии, заложенная в основание капеллы). Базилика является важным центром францисканской духовности. 11 апреля 1909 года папа Пий X присвоил церкви титул патриаршей базилики с папской капеллой (Capella Papalis). Наряду с другими францисканскими святынями Ассизи храм состоит под охраной ЮНЕСКО как Всемирное наследие человечества.

## История
Базилика была построена по указанию папы Пия V вокруг священной для францисканцев капеллы Порциункола, которая и в наше время находится внутри этой базилики. Её история восходит к IV в. В VI в. она перешла во владение бенедиктинцев. Эта капелла в XIII в. была пристанищем святого Франциска, именно здесь он осознал своё подвижническое предназначение, отрёкся от мира, чтобы жить в нищете среди бедняков, и таким образом положил начало францисканскому движению. Святой Франциск оставался со своими сподвижниками в этой маленькой церкви до 1209 года, но возвратился сюда в 1211 году. Здесь же Святая Кьяра, будущая основательница ордена кларисс, убежавшая из отчего дома, в ночь с 18 на 19 марта 1212 года приняла монашеский обет.
После смерти святого Франциска в 1226 году монахи построили вокруг Порциунколы несколько небольших хижин. В 1230 году были пристроены трапезная и примыкающие к ней постройки.
Со временем вокруг Порциунколы образовались помещения для приезжающих монахов. Некоторые из них были обнаружены во время раскопок под полом существующей базилики между 1967 и 1969 годами. Поскольку огромное количество паломников стекалось в это место, чтобы получить «помилование Ассизи», возникла необходимость построить церковь.
По приказу папы Пия V здания вокруг святыни были снесены, за исключением капеллы Транзито, в которой умер святой Франциск. Строительство базилики началось 25 марта 1569 года. Новая просторная базилика была построена между 1569 и 1679 годами ради многочисленных паломников, прибывавших отовсюду, чтобы поклониться местам, освящённым памятью святого Франциска. Первоначальный проект Галеаццо Алесси отличался строгостью и простотой, соответствующих францисканским идеалам бедности и смирения.

## Архитектура
Базилика имеет план типа латинского креста: три нефа с десятью боковыми капеллами и трансепт. Неф и проходы были перестроены в неоклассическом стиле Луиджи Полетти. Длина главного нефа 126 м, ширина вместе с боковыми нефами 65 м. Немногие храмы имеют такие размеры. Базилика Санта-Мария-дельи-Анджели — седьмая по величине в Италии. Интерьер базилики выполнен в строгом и простом стиле, поскольку главное внимание уделяется самому важному: Капелле Порциункола. Базилика увенчана «римским куполом» на восьмигранном барабане (октогоне) — проект архитектора Галеаццо Алесси. Купол был закончен в 1667 году. Строительство церкви окончательно завершено в 1679 году. В 1684 году была пристроена колокольня (вторая, симметричная ей, так и не была построена).
В результате землетрясения 15 марта 1832 года часть базилики обрушилась. Восстановлением здания в 1836—1840 годах руководил архитектор Луиджи Полетти. Он переделал фасад в неоклассическом стиле. Между 1924 и 1930 годами этому фасаду был частично возвращён его первоначальный барочный облик архитектором Чезаре Баццани с намерением придать ему монументальность, достойную важности Святилища. Фасад был открыт 8 июня 1930 года, и на его вершине была установлена статуя Мадонны из позолоченной бронзы работы скульптора Гульельмо Коласанти. Купол и апсида остались от оригинальной конструкции Алесси.

## Святыни и произведения искусства в интерьере
Порциункола (La Porziuncola). Порциункола находится в хоре, под средокрестием храма. На фасаде над входом снаружи находится фреска немецкого художника Иоганна Фридриха Овербека, члена художественного объединения «назарейцев» в Риме, изображающая Святого Франциска, получающего от Христа и Девы Марии индульгенцию, известную как «Ассизское прощение» (1829). В основании фрески расположена небольшая прямоугольная фреска, в нижней части которой имеются латинские слова: «Haec est porta vitae aeternae» (Это врата в вечную жизнь). В капелле от времени Святого Франциска сохранились почерневшие стены и своды. Интерьер строгий и простой с фрагментами фресок неизвестных умбрийских мастеров XIV и XV веков, а также с фреской Пьетро Перуджино с изображением Распятия. Некоторые из грубых квадратных камней были уложены самим святым при ремонте этой маленькой церкви. Главным шедевром является шестичастная фреска в апсиде «Благовещение Марии», написанная священником Иларио да Витербо (1393).
Капелла Транзито (Cappella del Transito).
«Капелла перехода в иной мир». Это миниатюрная каменная постройка справа от хора, в которой находился лазарет старого монастыря. Святой Франциск провёл здесь последние дни своей жизни и лежал обнажённым на голой земле, там же он и скончался вечером 3 октября 1226 года, дописав последние строки к своей «Песне о тварях» (il Cantico delle creature): Laudato sii mi' Signore, per sora nostra morte corporale da la quale nullo homo vivente po skappare: guai a quelli ke morrano ne le peccata mortali; beati quelli ke trovarà ne le tue sanctissime voluntate, ka la morte secunda nol farrà male («Восхваляю Господа, сестру нашу телесную смерть, которую не может обойти ни один живой человек: горе тем, которые умирают в смертных грехах; блаженны те, кто найдет в Твоём святейшестве добровольную мгновенную смерть».
В 1886 году Доменико Бруски написал на внешней стене капеллы фреску, изображающую смерть и похороны святого Франциска. Внутри имеются фрески с изображениями францисканских святых и блаженных, первых последователей святого Франциска, с их именами над каждым портретом (Руффино, Леоне, Массео и Эджидио), написанные в 1520 году учеником Перуджино: Джованни ди Пьетро, известным как Ло Спанья. За алтарём — статуя Святого Франциска работы Андреа делла Роббиа из белой глазурованной майолики (ок. 1490 г.). В реликварии находится подарок папы Пия IX братству: пояс святого Франциска.
Крипта (Crypta).
В период с 1965 по 1970 год за алтарем Капеллы транзито был построен новый склеп. Во время раскопок были обнаружены сложенные из грубых камней фундаменты первоначальных маленьких хижин, окружавших Порциунколу. Алтарь склепа опирается на подножие в виде разветвлённого ствола дерева (работа Франческо Проспери). За алтарём установлен горельефный алтарный триптих из бело-синей майолики работы Андреа делла Роббиа. В левой части изображён Святой Франциск, получающий стигматы, в центре — сцена Коронования Марии с музицирующими ангелами, в правой части — кающийся святой Иероним; в пределле (нижней части) — Благовещение, Рождество и Поклонение волхвов.
Розарий (Il roseto).
В небольшом дворике разбит сад: розарий с памятником Св. Франциску. Это место связано с чудесным событием из жизни святого. Однажды ночью Франциск, обуреваемый искушениями и раскаяниями, упал обнажённым на куст колючего шиповника, который в то же мгновение превратился в куст прекрасных роз без шипов. И в наше время в этом месте цветут розы без шипов (Rosa canina assisiensis).
Капелла роз (La cappella delle rose).
Первоначально, в 1260 году это была небольшая хижина самого Франциска. Здесь Святой Франциск встретил Святого Антония Падуанского. По воле святого Бонавентуры из Баньореджо старая хижина была преобразована в молельню. Внутреннее пространство капеллы разделено на два помещения на разных уровнях и между 1506 и 1516 годами украшено фресками нескольких художников, в том числе работы Тиберио-ди-Диоталлеви-ди-Сан-Франческо, известного как Тиберио д’Ассизи, которая изображает раннюю францисканскую общину, первых святых ордена, «чудо роз» и получение «Ассизского прощения». Под капеллой имеется крипта в виде естественного грота, внутри которого находится статуя святого в молитве и остатки балок, которые образовывали кафедру, с которой проповедовал Святой Франциск.
Путеводители советуют обратить также внимание на деревянные хоры конца XVIII века, а также фрески Франческо Аппиани (капеллы Святого Антония и Святого Петра в цепях, 1756—1760) и Вентура Салимбени (Капелла Вознесения Христа, 1602), папский алтарь работы Аполони Гетти со скульптурами Манфредини, фрески Аппиани (1757) и картины художников XVII века Помаранчо, Джорджетти, Сермеи, Салимбени и братьев Цуккари.
В помещениях бывшего мужского монастыря расположен Музей Порциунколы со множеством реликвий, археологических находок, икон и фресок. Особенно примечательны произведения из майолики Андреа делла Роббиа (ок. 1490), портрет святого Франциска, приписываемый Чимабуэ, Распятие работы Джунта Пизано (1236), икона Мадонны с Младенцем работы Сано ди Пьетро.

## Реплики Порциунколы
В Сан-Франциско, Калифорния, выстроена реплика оригинальной Капеллы Порциункола в 0,78 натуральной величины в зале, примыкающем к церкви Национального святилища Святого Франциска Ассизского в районе Северного пляжа города. Капелла открылась в сентябре 2008 года, а в 2010 году была передана монахам-францисканцам западноамериканской провинции. Существуют и другие реплики в США и иных странах.

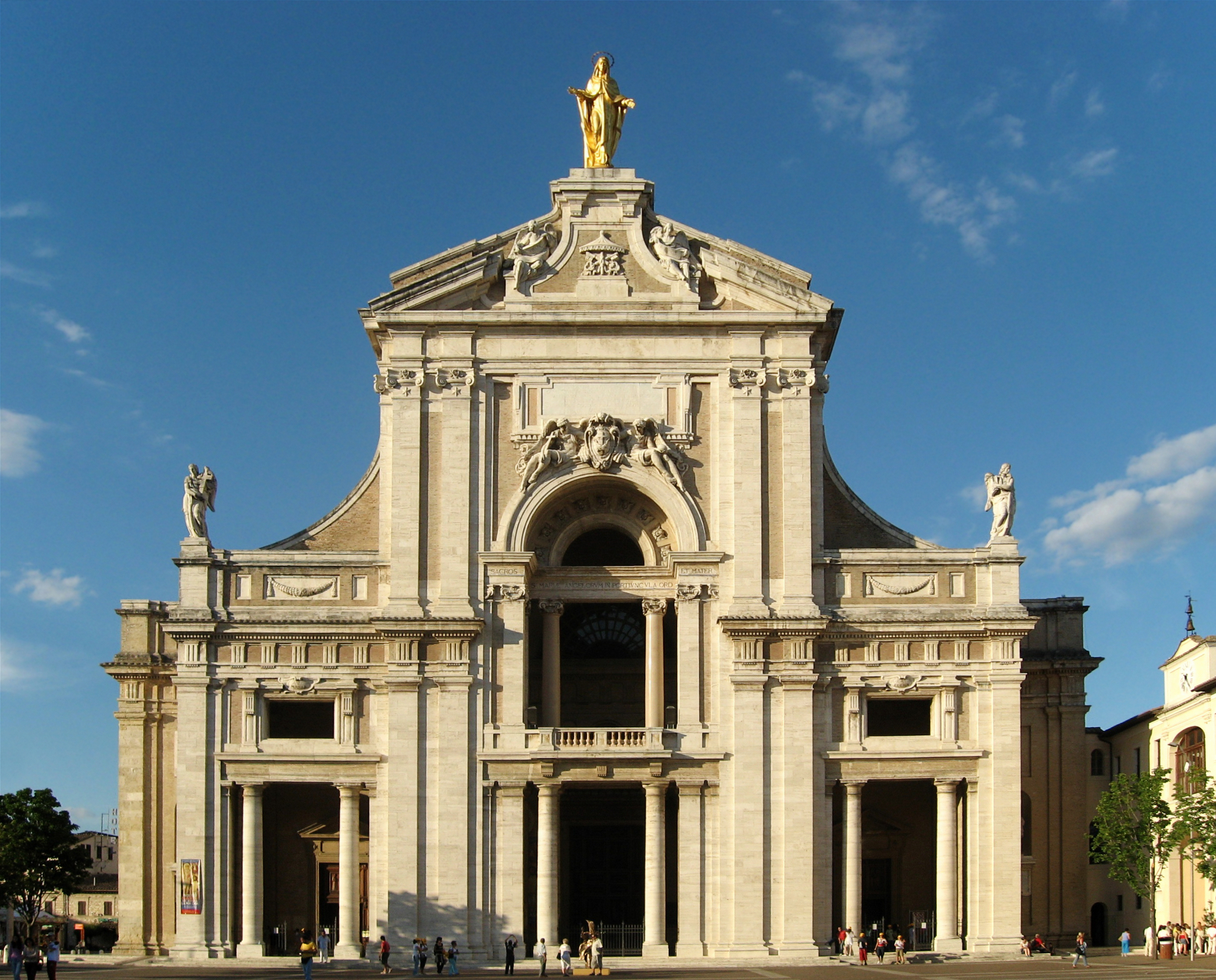
Главный фасад церкви
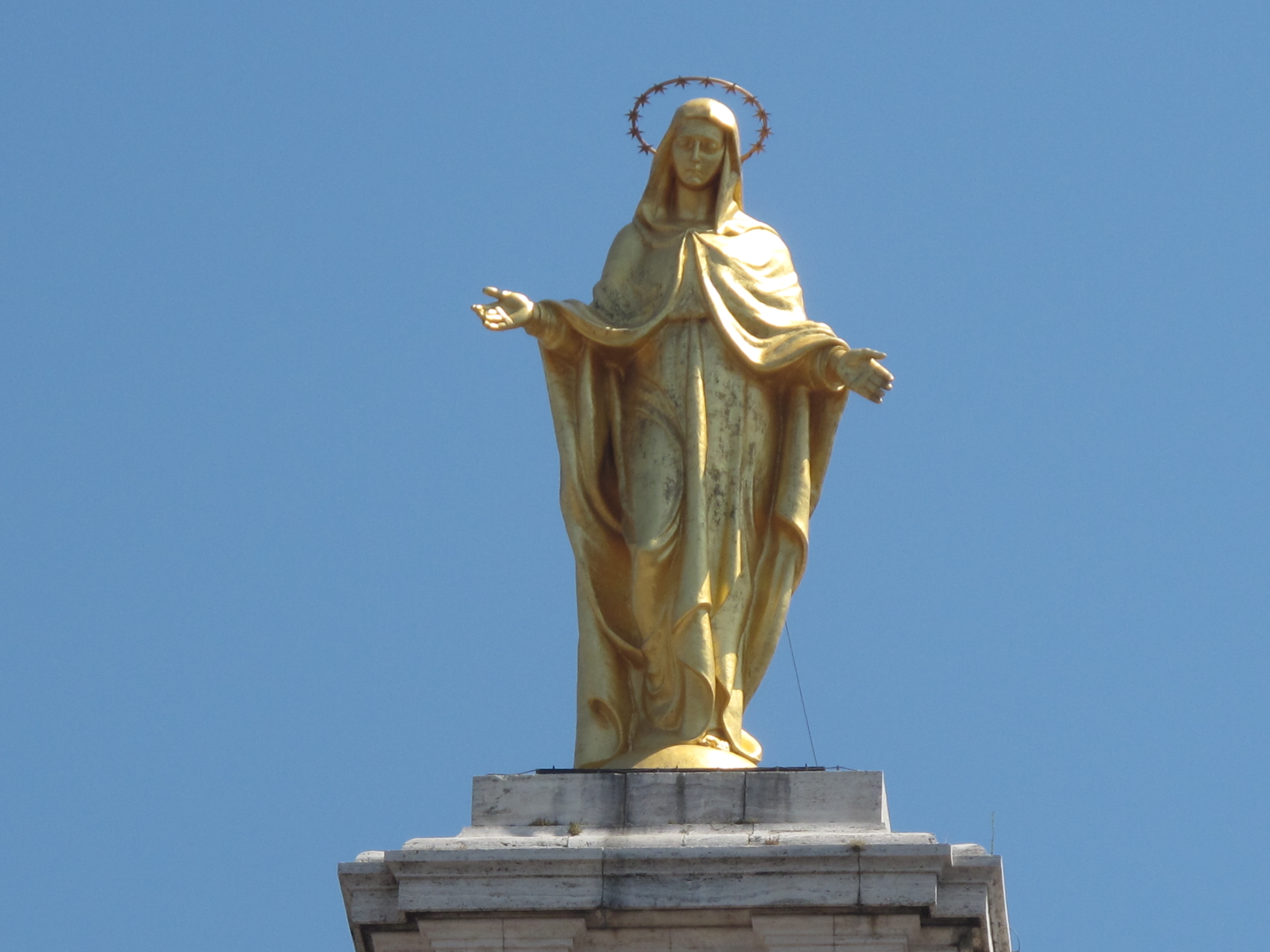
«Золотая Мадонна» фасада
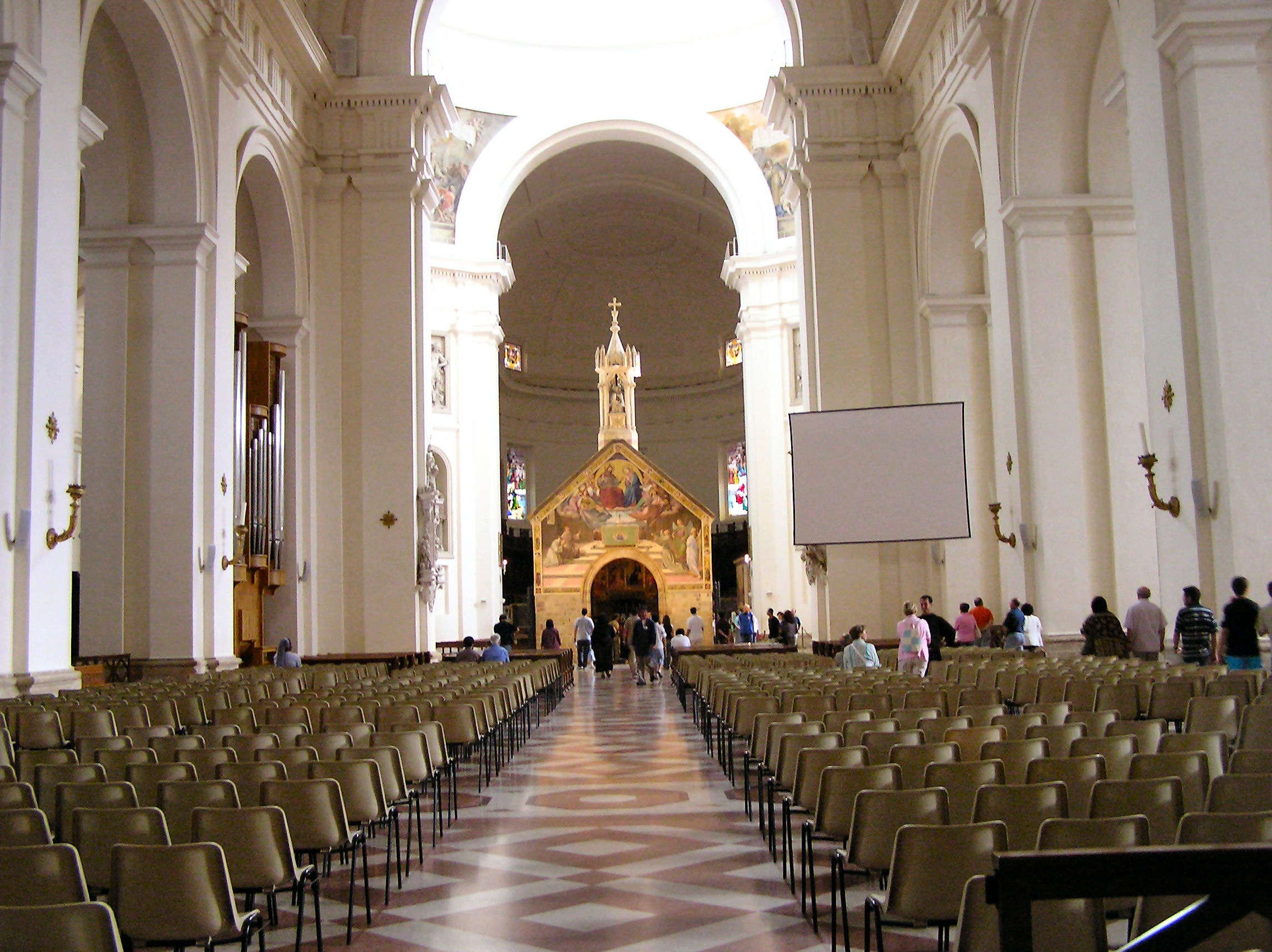
Капелла Порциункола в нефе базилики
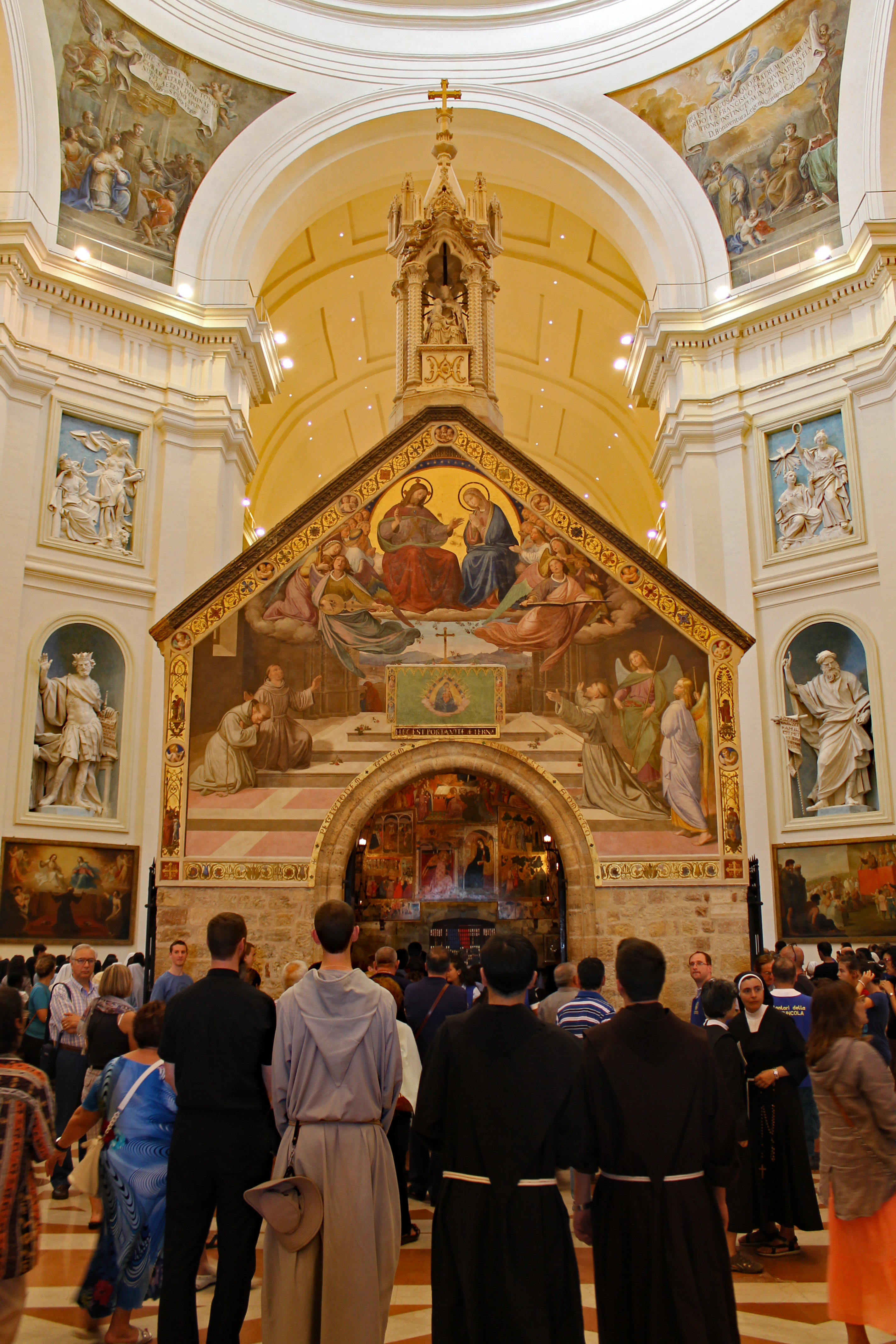
Вход в Порциунколу
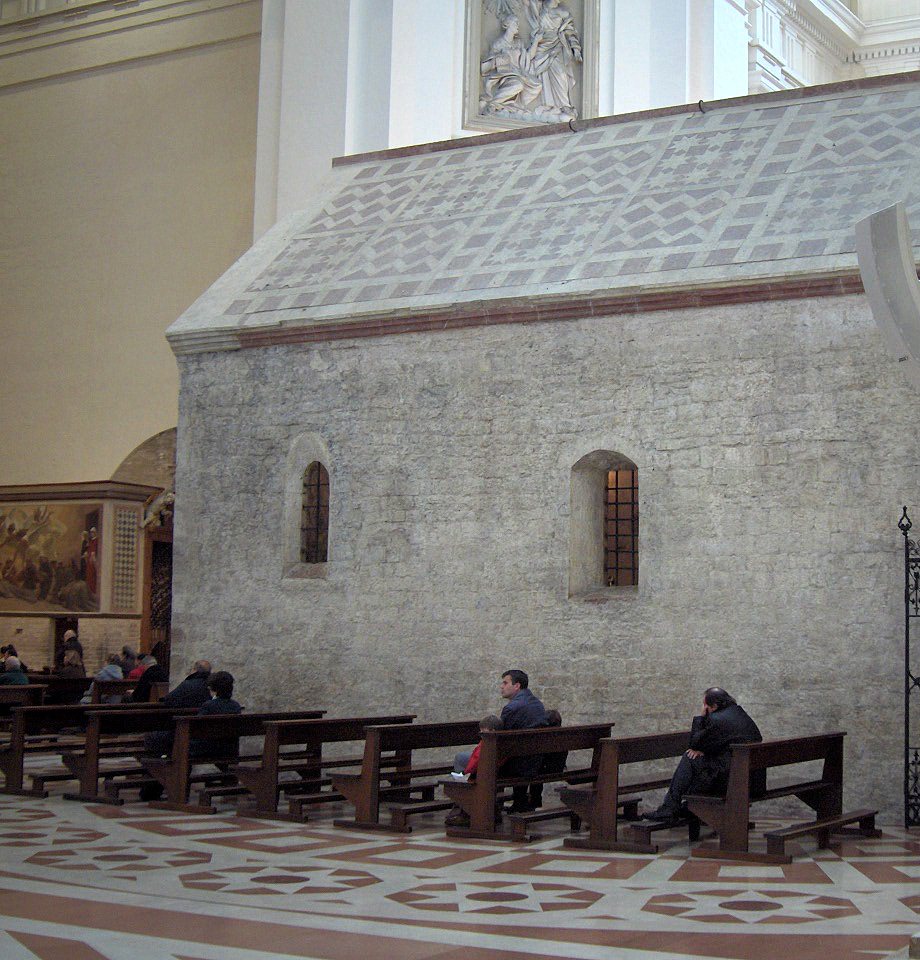
Боковой фасад капеллы
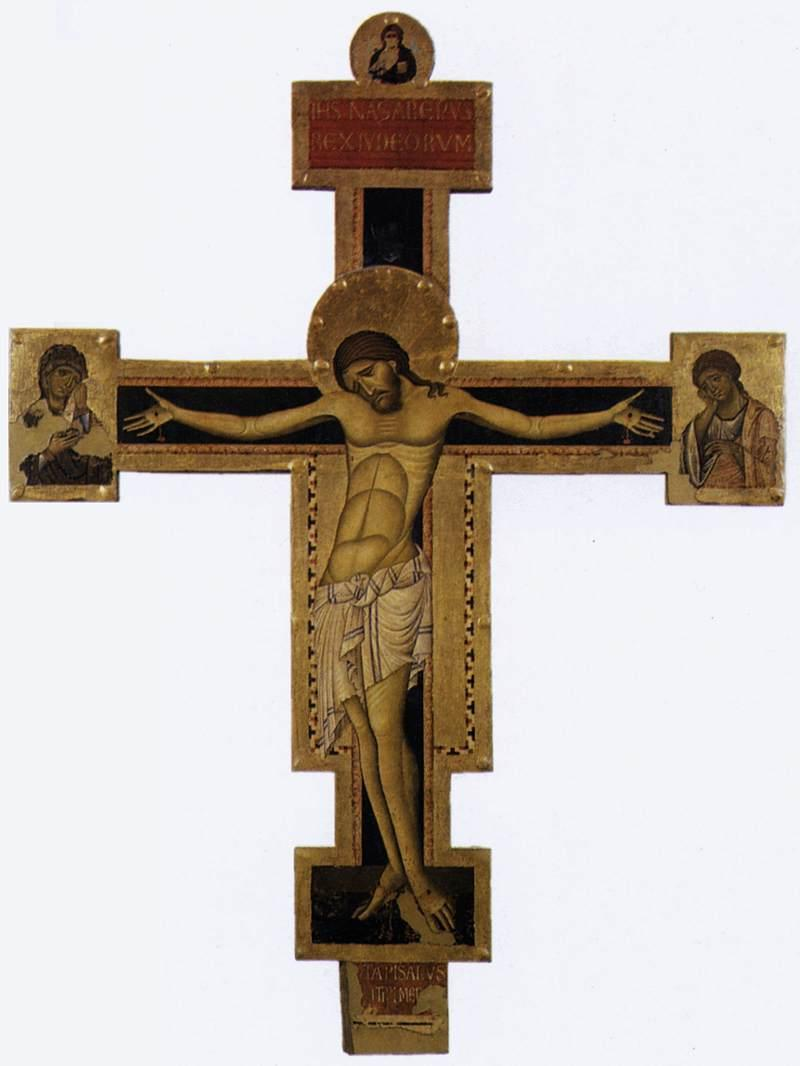
Джунта Пизано. Распятие. 1240-е гг. Дерево,темпера
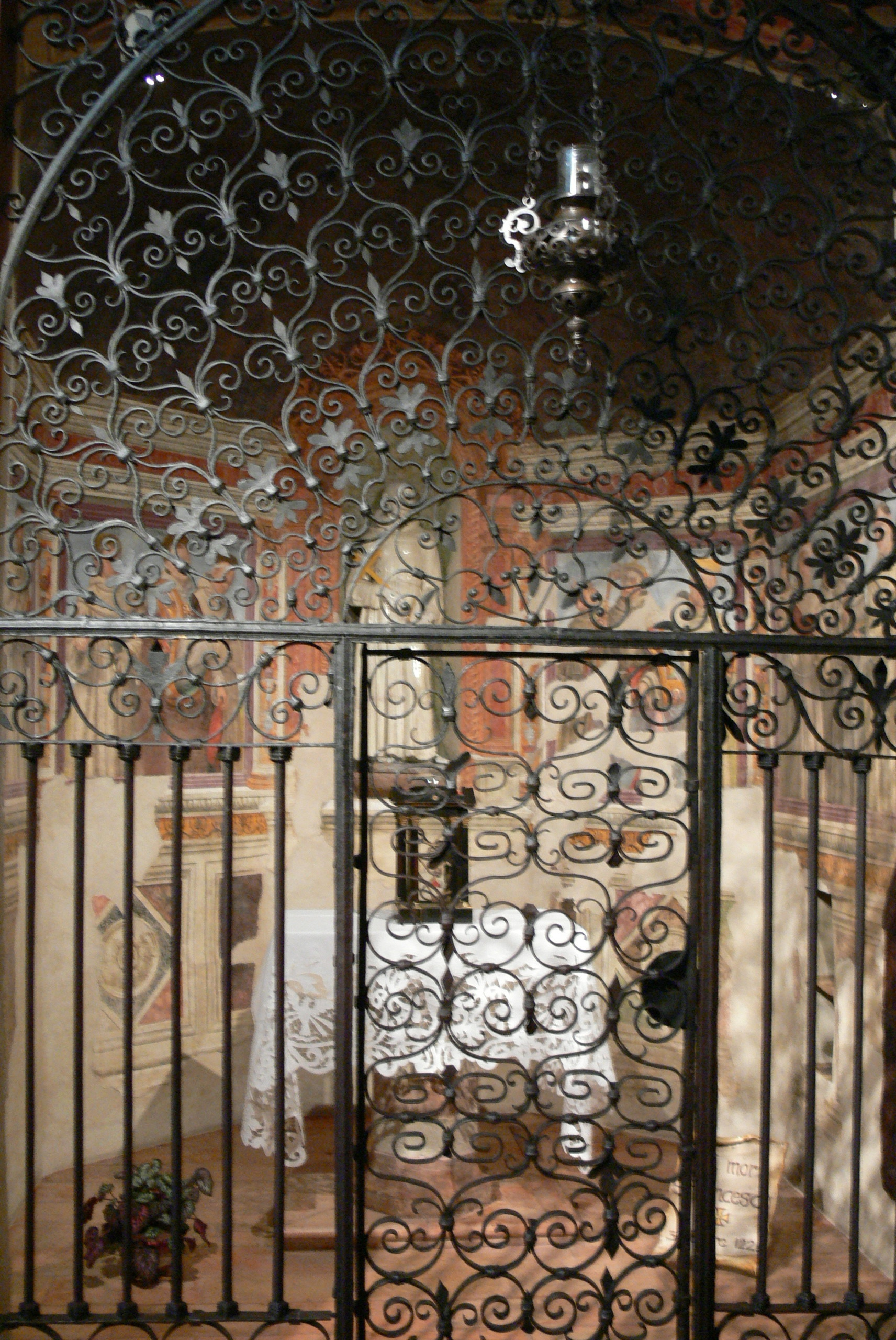
Капелла Транзито
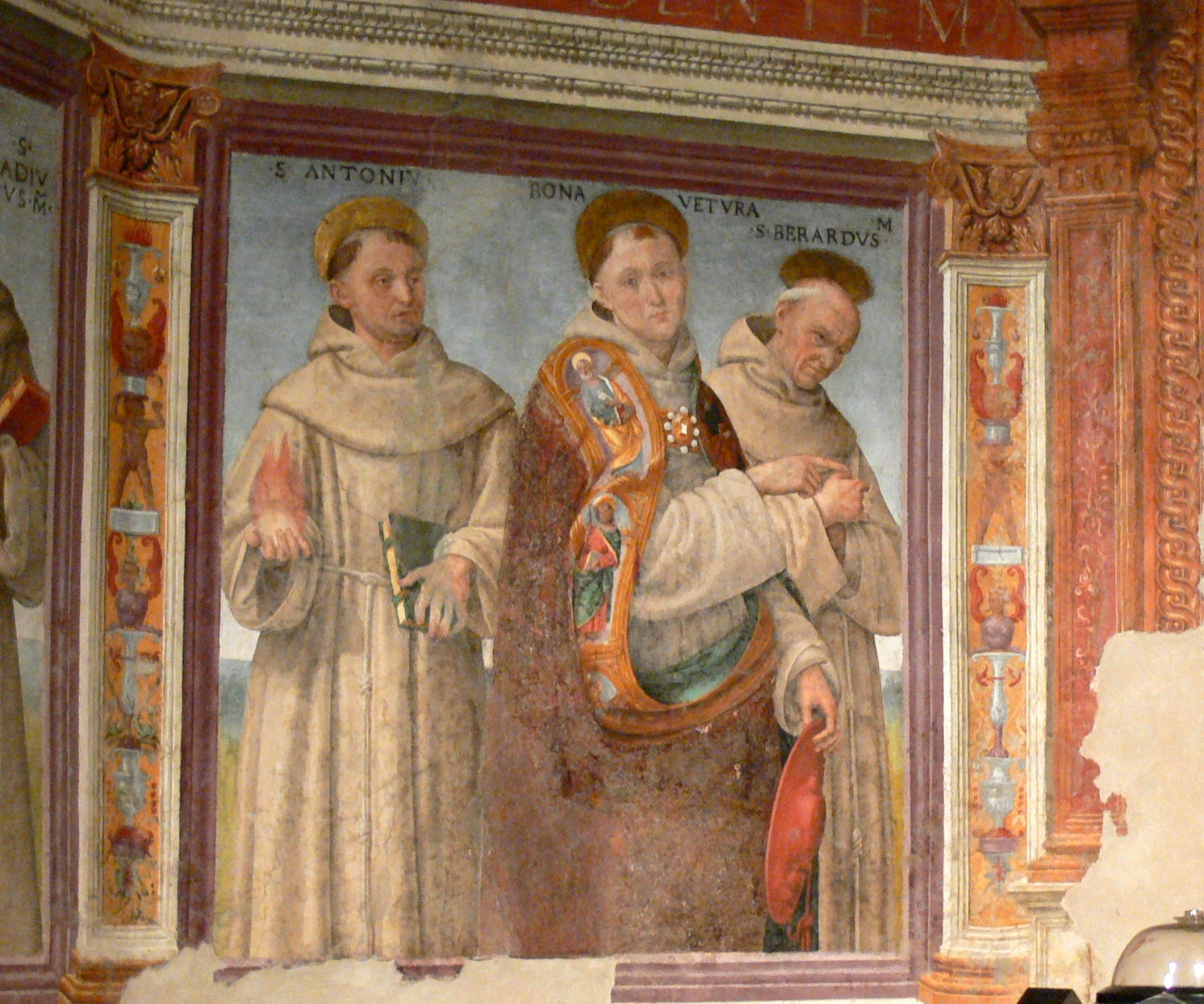
Ло Спанья. Фреска с изображением святых Антония Падуанского, Бонавентуры и Бернара Клервоского. 1520. Капелла Транзито